# Gorgonocephalus tuberosus
Gorgonocephalus tuberosus är en ormstjärneart som beskrevs av Döderlein 1902. Gorgonocephalus tuberosus ingår i släktet Gorgonocephalus och familjen medusahuvuden. Inga underarter finns listade i Catalogue of Life.